# Тімбертоп
Тімбертоп — це кампус загальної школи із спільним навчанням у гімназії Джилонга, розташований поблизу Менсфілда, Вікторія, Австралія. 

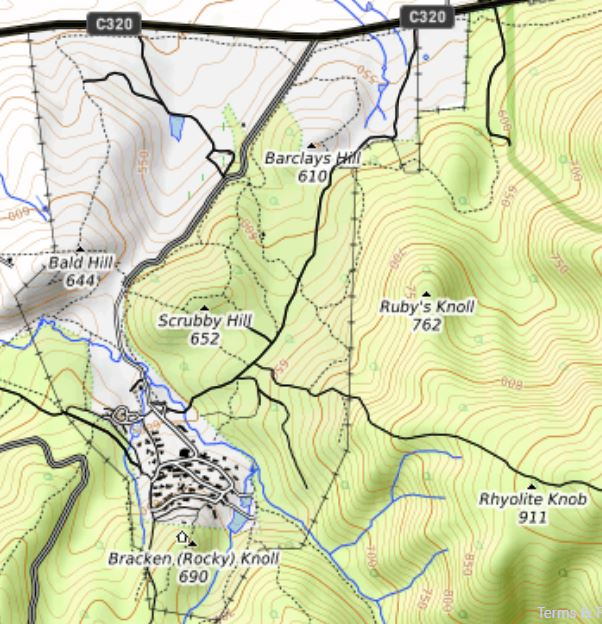
Карта кампусу Тімбертоп, Мерріджіг, VIC

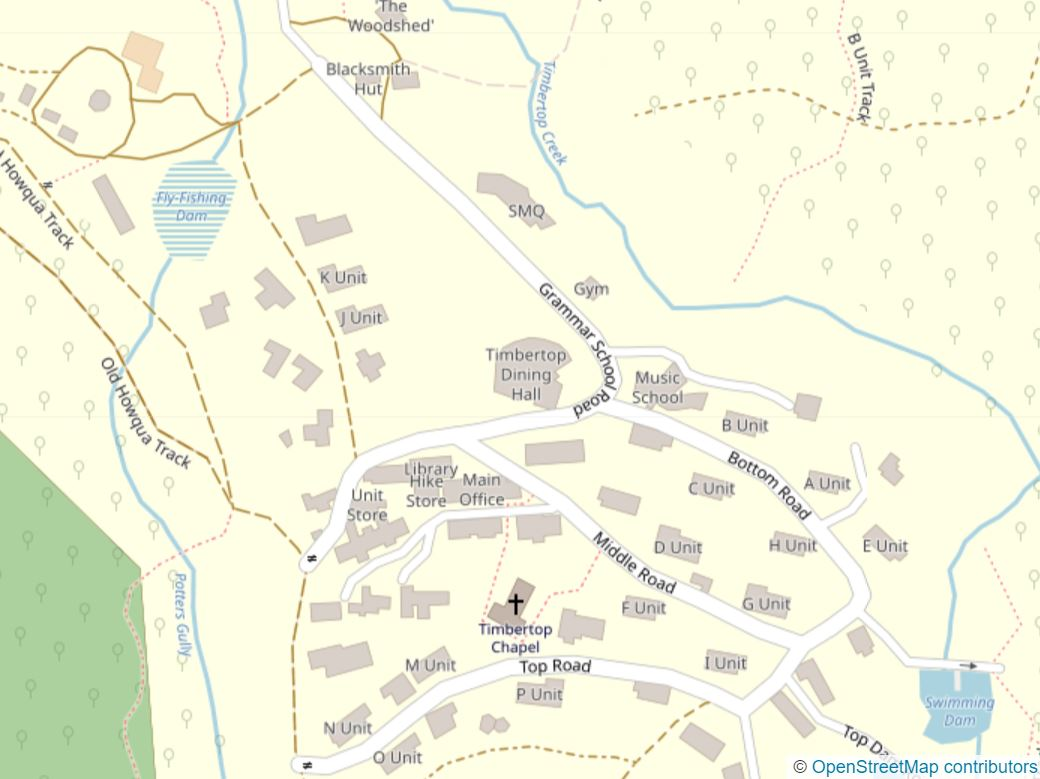

Заснований у 1953 році тодішнім директором школи Джеймсом Дарлінгом, Тімбертоп є обов'язковим для всіх дев'ятикласників, які відвідують гімназію Джилонга. Станом на 2017 рік близько 240 хлопчиків і дівчаток відвідують Тімбертоп, де вони беруть участь у різноманітних фізичних заходах, включаючи біг, піші прогулянки та катання на лижах, а також у звичайній академічній програмі. Крім того, учні Тімбертопа не мають доступу до таких пристроїв, як комп'ютери, мобільні телефони або цифрові камери. Майже все спілкування студентів з родиною та друзями за межами кампусу здійснюється за допомогою листів.

## Історія
У грудні 1951 року гімназія Джилонга оголосила, що у неї є можливість отримати ділянку землі біля гори Тімбертоп, де вони будуть проводити звичайне шкільне навчання у поєднанні з активним відпочинком на свіжому повітрі, що сприятиме розвитку незалежності та ініціативності. Концепція була ініціативою директора Джеймса Дарлінга, якого надихнули такі школи, як Курт Хан та англійські школи Outward Bound .   
Кампус у Тімбертопі відкрився на початку 1953 навчального року з 40 студентами, які будували навіси, стежки, дороги та плантацію. Кампус складається з 2000 акрів з видом на річку Делатіт. 
У 2009 році кампус Тімбертоп був змушений евакуюватися до головного кампусу гімназії Джилонга в Коріо через сильні лісові пожежі поблизу кампусу.

## Навчальний план

### Академічна програма
Тімбертоп має академічну програму, подібну до інших шкіл. П'ять днів на тиждень заняття проходять у кампусі Тімбертопа. Учні беруть участь в обов'язкових "основних" класах, таких, як англійська мова, математика, природничі науки, історія австралійської навчальної програми та позитивне виховання. Учні також повинні обрати факультативи зі списку, що включає німецьку, французьку, китайську, японську, музику, фізичну культуру, факультативну історію, географію, сільське господарство та мистецтво. 
Школа запровадила позитивну освіту (анг. Positive Education) в Тімбертопі у 2009 році. Це обов'язковий профільний предмет. 

### Програма на відкритому повітрі
Тімбертоп пропонує широку програму активного відпочинку на свіжому повітрі, яка охоплює піші прогулянки, гірські лижі, бігові лижі, рогейн та кемпінг.
Студенти починають з двох тренувальних занять на початку року, під час яких їх вчать користуватися та чистити "Трангіас", ставити намети та правильно використовувати своє туристичне спорядження. Потім вони здійснюють інші походи до таких місць, як гора Стірлінг, Блафф та гора Буллер, щоб ознайомитися з місцевістю та підготуватися до 3-денного походу, де вони самі обирають маршрут та його складність. Також відбувається перша сесія "Соло", коли студенти проводять день наодинці в наметі на кампусі Тімбертопа, де вони роздумують і думають про цілі на рік і майбутнє життя.
У 2-му семестрі студенти беруть участь у поході підрозділу, але більшу частину семестру займають громадські та шкільні роботи. Також відбувається друге "Соло".
У 3-му семестрі студенти беруть участь у гірськолижному спорті на горі Буллер, де вони проводять заняття, а також вільно катаються на лижах. Учні також вивчають бігові лижі під час двох поїздок на базі підрозділу: на гору Стірлінг, біля хатини GGS, та на високогір'я Богонг. Наприкінці семестру студенти беруть участь у "Таємничому поході" на базі підрозділу.
4-й семестр є кульмінацією програми перебування на свіжому повітрі. Студенти, які повертаються, беруть участь у походах за вибором 1 і 2, які відрізняються за складністю залежно від вибору груп. Останній похід на свіжому повітрі на базі групи - це пішохідний сплав на каное, під час якого групи здійснюють піші прогулянки, плавання на каное та сплави (або катання на санчатах) поблизу греблі Вільяма Ховелла. Похід Рогейн відбувається ближче до середини семестру. Студенти йдуть до гори Стірлінг, а потім змагаються в рогейні. Кульмінацією туристичного року є чотириденні та шестиденні походи, де студенти обирають та розробляють маршрути, і їм надається велика автономія у виборі місця, куди вони йдуть, відстані, яку вони проходять, та їжі, яку вони беруть. Потім студенти беруть участь у своєму третьому і останньому "Соло".
У 2018 році останню поїздку підрозділу «Прогулянка на каное на плоту» було замінено (на невизначений термін) третім варіантом походу.  
Загалом протягом року студенти перебувають у таборі від 50 до 55 ночей. 

### Бігова програма
Біг, і особливо біг по стежках (враховуючи сільське та горбисте розташування школи), становить значну частину програми Тімбертопа. Учні бігають від двох до трьох разів на тиждень, залежно від семестру. Метою бігової програми є розвиток витривалості та фізичної форми учнів, підготовка їх до Тімбертопського марафону та, зрештою, до подальшого життя.
"Кроси" забезпечують базовий рівень фізичної підготовки і поступово збільшуються з кожним семестром. Довжина кросу в першому семестрі становить близько 3 кілометрів, а в четвертому семестрі - близько 5 кілометрів. Кроси проводяться щотижня до або після початку занять (залежно від семестру).
"Довгі забіги" довші за інші забіги. Довжина забігів збільшується щотижня, починаючи (на початку 1-го семестру) приблизно з 4 км і закінчуючи (в кінці 4-го семестру) приблизно 23 км, передостаннім забігом перед марафоном. Цей забіг передбачає біг вгору по Вест Рідж до вершини гори Буллер і назад до кампусу.
"Wildfire Crossies" - це короткі пробіжки, що виконуються у 2 та 3 семестрах, призначені для підвищення фізичної форми за допомогою інтервального тренування.
Бігова програма Тімбертопа розвивається до дистанції марафону в кінці 4-го семестру, довжина якого варіюється залежно від рішення персоналу та наявних доріжок для бігу, але, як правило, становить 33 км. Хоча Тімбертопський марафон набагато коротший за стандартний марафон (42,195 км), він проходить на нерівних трасах та горбистій місцевості.

### Програма захоплень
Програма "Хобі" проходить у 3 семестрі, перед лижними днями. Студенти обирають два хобі зі списку, який включає в себе такі види діяльності, як сноубординг, нахлист, верхова їзда та гірський велосипед, але не обмежується ними. 

## Структура

### Одиниці

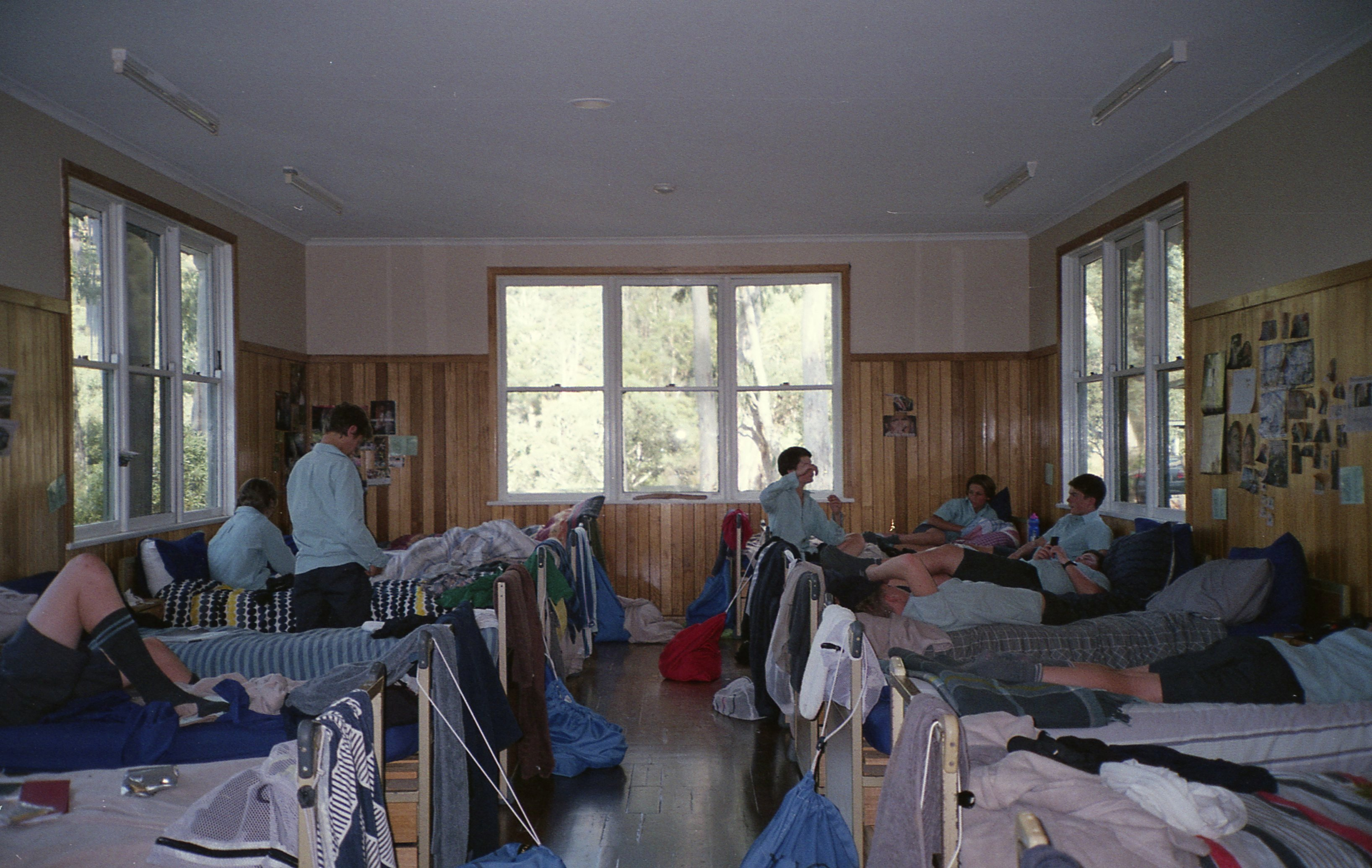
Гуртожиток Timbertop Unit

Всі учні Тімбертопа розподіляються на групи по 14-16 осіб. Хлопцеві загони називаються від A до H, а дівчачі загони - від I до P, загалом 16 загонів. Існують як "нові", так і "старі" підрозділи; "старі" підрозділи були побудовані студентами в 50-70-х роках, тоді, як "нові" підрозділи повільно замінюють старі будівлі з 2009 року. Станом на 2021 рік до старих корпусів належать A, B, C, E, F, H, L, M, N та O, а до нових - D, G, I, J, K та P. Студенти сплять, прибирають, навчаються, обслуговують та проживають у своїх корпусах протягом року. Раз на тиждень підрозділи проводять "недільну інспекцію", яка, незважаючи на назву, насправді відбувається у вівторок. Під час інспекції кожна частина підрозділу прибирається до високих стандартів і перевіряється начальником підрозділу. Крім того, студенти проводять дві перевірки в звичайний день для підтримання чистоти та гігієни в підрозділі. Підрозділи поділяються на дві "школи": Школа А та Школа Б. Підрозділи, що входять до складу двох шкіл, змінюються залежно від року, і станом на 2021 рік школа А складається з підрозділів A, D, E, F, I, J, K та O, а школа Б - з підрозділів B, C, G, H, L, M, N та P. Обидві школи завжди є повністю окремими класами, і в одній школі відбуваються факультативні предмети, тоді як в іншій - основні предмети.  Коли старі будівлі замінюються новими, вони просто перетворюються на інші функції замість того, щоб бути знесеними та перебудованими, а заміни будуються в іншому місці (помітним винятком є блок G, який був перебудований). Фактично, багато аудиторій у кампусі Timbertop є колишніми будівлями підрозділів, які були перенесені в нові будівлі.
Починаючи з 2020 року, табличка І корпусу була перерозподілена на новий корпус для дівчат, який був побудований наприкінці 2019 року. Раніше існувало 9 загонів для хлопчиків та 7 загонів для дівчаток; від A до I та від J до P відповідно. Нові загони також розраховані на 16 осіб. Цей перерозподіл було здійснено з метою збільшення кількості місць для дівчаток при збереженні кількості місць для хлопчиків у довгостроковій перспективі, а також з метою створення розподілу між статями у школі у співвідношенні 50/50.

### Помічники
Timbertop пропонує програму Gap year. Асистенти, відомі як "гаппі", допомагають у виконанні таких завдань, як координація діяльності, організація катання на лижах, допомога на фермі, нагляд за туристичними групами та допомога персоналу на заняттях, серед багатьох інших.  

## Знатні люди
У 1966 році король Чарльз III відвідав Тімбертоп протягом шести місяців. Подія отримала широкий розголос.  У 1973 році тодішній принц Чарльз сказав, що його час у Тімбертопі був найприємнішою частиною всього його навчання. 
У 1983 році колишній прем'єр-міністр Великої Британії Борис Джонсон взяв перерву і працював асистентом викладача в Timbertop.  
У 1998 році Міссі Хіггінс навчалася в Тімбертопі в групі "М", де написала пісню "All For Believing". У 2001 році ця пісня перемогла на конкурсі Triple J "Unearthed". Вона написала слова цієї пісні на внутрішній стороні даху свого підрозділу.. 
Наприкінці 1980-х письменник Джон Марсден працював у Timbertop керівником відділу англійської мови. Перебуваючи там, він вирішив писати для підлітків, після свого незадоволення апатією його учнів до читання  або спостереженням, що підлітки просто більше не читають.  Потім Марсден написав «Так багато, щоб розповісти вам» лише за три тижні, і книга була опублікована в 1987 році.  Книга була продана рекордними тиражами та отримала численні нагороди, включно з «Книгою року», присудженою Радою дитячої книги Австралії (CBCA).    

## Подальше читання
- Clark, Mary Ryllis; Geelong Grammar School (2003), Timbertop : celebrating 50 years, Geelong Grammar School, ISBN 978-0-947232-18-4
- Montgomery, Edward Hugh; Darling, J. R. (James Ralph), 1899-1995 (1967), Timbertop : an innovation in Australian education, Cheshire, процитовано 13 січня 2018
- Ricketson, Matthew (17-18 April 1993). Seeing the wood for the trees: Timbertop 40 years on. -The history of Geelong Grammar School-. Australian. Magazine: 26—27, 30—31, 33. Процитовано 13 січня 2018.